# Neocorynura pyrrhothrix
Neocorynura pyrrhothrix is een vliesvleugelig insect uit de familie Halictidae. De wetenschappelijke naam van de soort is voor het eerst geldig gepubliceerd in 1904 door Vachal.